# Василевичский сельсовет
Василевичский сельсовет (белор. Васілевіцкі сельсавет; до 1963 года — Порецкий) — упразднённая административная единица на территории Слонимского района Гродненской области Республики Беларусь. Административный центр — агрогородок Василевичи.

## История
Образован 12 октября 1940 года как Порецкий сельсовет в составе Слонимского района Барановичской области БССР. Центр — деревня Поречье. С 8 января 1954 года в составе Гродненской области. 16 ноября 1963 года сельсовет переименован в Василевичский. 17 ноября 1986 года центр сельсовета перенесен в деревню Василевичи.
8 января 2023 года Василевичский и Сеньковщинский сельсоветы Слонимского района Гродненской области объединены в одну административно-территориальную единицу – Сеньковщинский сельсовет. В состав Сеньковщинского сельсовета включена территория Василевичского сельсовета с расположенными на ней населёнными пунктами: агрогородок Василевичи, деревни Бабиничи, Воробьевичи, Гоньки, Задворье, Неростовичи, Новоселки, Поречье, Розановщина, Ходевичи.

## Состав
Василевичский сельсовет включает 10 населённых пунктов:
- Бабиничи — деревня.
- Василевичи — агрогородок.
- Воробьевичи — деревня.
- Гоньки — деревня.
- Задворье — деревня.
- Неростовичи — деревня.
- Новоселки — деревня.
- Поречье — деревня.
- Розановщина — деревня.
- Ходевичи — деревня.

## Демография
В сельсовете по состоянию на 2011 год проживает 1507 человек, в том числе: детей до 16 лет 247, трудоспособных 784, пенсионеров — 476.

## Производственная сфера
На территории сельсовета расположены: сельскохозяйственный производственный кооператив «Василевичи», ОАО «Птицефабрика Слонимская», дорожный участок РУП «Дорожно-строительный трест № 6», компрессорная станция «Слонимская» управления магистральных газопроводов

## Социальная сфера
Учреждение образования «Поречская государственная общеобразовательная базовая школа Слонимского района», детский сад, шесть магазинов, три фельдшерско-акушерских пункта, два сельских дома культуры, две сельские библиотеки

## Достопримечательности
- Поречская Свято-Георгиевская церковь